# Schizotequatrovirus
Die Gattung Schizotequatrovirus (veraltet Schizot4virus oder Schizot4likevirus) umfasst Viren der Unterfamilie Tevenvirinae der Familie Straboviridae in der Klasse Caudoviricetes. Ihre Virionen (Viruspartikel) sind vom Morphotyp der Myoviren mit Kopf-Schwanz-Aufbau.
Ihre natürlichen Wirte sind Bakterien, es handelt sich also um Bakteriophagen (nicht-taxonomische Klassifizierung).
Mit Stand März 2022 gibt es in dieser Gattung vom International Committee on Taxonomy of Viruses (ICTV) drei anerkannte Arten (Spezies), darunter die Typusart Vibrio-Virus KVP40 (wiss. Schizotequatrovirus KVP40).

## Systematik
Mit der neuen Master Species List (MSL) #37 (Ende März 2022) hat das ICTV die frühere Ordnung Caudovirales und Familie Myoviridae aufgelöst. Die Ordnung ist jetzt ersetzt durch die Klasse Caudoviricetes, die Myoviren sind nur noch ein nicht-taxonomischer Morphotyp; neue Familie ist jetzt Straboviridae.
Zur Gattung Schizotequatrovirus gehören (mit Stand Ende März 2022) folgende vom ICTV per Master Species List (MSL) 2021 v1 bestätigten bzw. vom US National Center for Biotechnology Information (NCBI) aufgeführten unklassifizierten Vertreter:
Baltimore-Gruppe 1: dsDNA
- Klasse: Caudoviricetes mit Morphotyp: Myoviren

- Familie: Straboviridae

- ohne zugewiesene Unterfamilie

- Genus: Schizotequatrovirus (veraltet Schizot4virus, Schizot4likevirus)

- Spezies: Schizotequatrovirus KVP40 (de. Vibrio-Virus KVP40, früher Vibrio virus KVP40) mit Typusstamm Vibrio-Phage KVP40 und Vibrio-Phage VH1_2019
- Spezies: Schizotequatrovirus valkk3 (de. Vibrio-Virus ValKK3, früher Vibrio virus ValKK3) mit Vibrio-Phage ValKK3 und Vibrio-Phage phi-Grn1
- Spezies: Schizotequatrovirus vh7d (de Vibrio-Virus VH7d) mit Vibrio-Phage VH7D

vorgeschlagene Vertreter nach NCBI (Stand: 3. Februar 2021):
- Spezies: „Vibrio-Phage 1.081.O._10N.286.52.C2“
- Spezies: „Vibrio-Phage phi-ST2“
- Spezies: „Vibrio-Phage phiVA3“ (alias „Vibrio-Phage ValB1 HC“)
- Spezies: „Vibrio-Phage phi V05“
- Spezies: „Vibrio-Phage phi V07“
- Spezies: „Vibrio-Phage phi V09“
- Spezies: „Vibrio-Phage vB_ValM_R10Z“
- Spezies: „Vibrio-Phage vB_ValM_R11Z“

Die Spezies Vibrio-Virus nt1 (en. Vibrio virus nt1, mit Vibrio-Phage nt-1) wurde als Mylasvirus persius in die neue Gattung Mylasvirus der Straboviridae verschoben.

## Aufbau

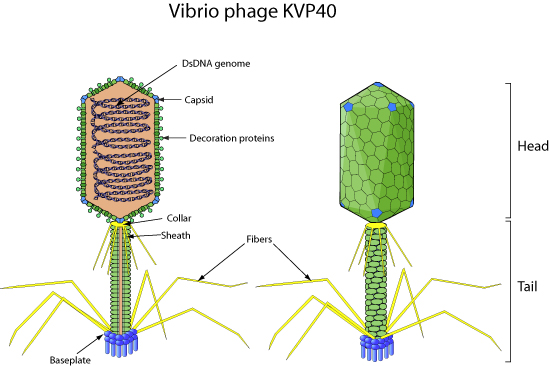
Schemazeichnung eines Virusteilchens des Vibrio-Virus KVP40 (Querschnitt und Seitenansicht)

Die Virionen (Virusteilchen) von Viren der Gattung Schizotequatrovirus sind nicht umhüllt und haben einen Kopf und Schwanz.
Der Kopf ist ein verlängertes Ellipsoid (englisch prolate spheroid) mit einer Länge von ungefähr 140 nm und einer Breite von 70 nm.
Der Schwanz ist ca. 140 nm lang, hat 6 lange Endfasern (en. terminal fibers),
6 kurze Spikes (Peplomere)
und eine kleine Grundplatte.
Der Schwanz ist von einer Hülle umgeben, die sich beim Zusammenziehen löst und um den Schwanzkern gleitet.
Das Kapsid hat eine Symmetrie mit einer Triangulationszahl T=13 Q=21. Die Virionen sind unbehüllt.

## Genom
Das Genom ist ein einzelner linearer dsDNA-Strang, d. h. unsegmentiert (monopartit).
Alle drei Arten wurden vollständig sequenziert. Die Genomlänge beträgt zwischen 244 und 248 kbp (Kilobasenpaare), das Genom kodiert 381 bis 405 Proteinen.
Das vollständige Genom ist zusammen mit dem vollständigen Genom für den (bislang nicht klassifizierten) Vibrio-Phagen VH7D beim NCBI abrufbar.

## Vermehrungszyklus
Die Virusreplikation ist zytoplasmatisch (d. h. sie geschieht im Zellplasma, nicht im Kern).
Die Virionen binden sich unter Verwendung ihrer terminalen Fasern an die Wirtszelle. Mit Hilfe eines viralen Exolysins (Murein-Hydrolase)
wird die Zellwand des Bakteriums so weit abgebaut, dass die virale DNA durch Kontraktion der Schwanzhülle in das Wirtszytoplasma ausgestoßen wird.
Die Methode der Transkription ist die DNA-gestützte Transkription.
Sobald die viralen Gene repliziert wurden, wird (als Vorläufer des Kapsids) ein Prokapsid zusammengesetzt (assembliert) und verpackt.
Anschließend wird auch der Schwanz assembliert und schließlich werden die reifen Virionen durch Lyse des Bakteriums (Platzen mit Tod) freigesetzt.
Die Übertragung geschieht durch passive Diffusion.

## Historie
Laut dem ICTV-Bericht 2010–11 wurde die Gattung Schizot4likevirus erstmals als neue Gattung akzeptiert, gleichzeitig mit ihrer Typusart Vibrio Phage KVP40 und der sie enthaltenden Unterfamilie Tevenvirinae.
Gleichzeitig wurde der Vibrio-Phage nt-1 aus seiner vorherigen Klassifizierung T4-like viruses (später T4virus, heute Tequatrovirus) in diese Gattung verschoben.
2015 wurde die Gattung in Schizot4virus umbenannt.
Mit der Master Species List #34 wurde die Gattung 2019 erneut umbenannt (nach Schizotequatrovirus).